# Hoofdklasse hockey dames 2007/08
Het seizoen 2007/08 is de 27ste editie van de Nederlandse dameshoofdklasse hockey. De competitie begon op 16 augustus 2007 en eindigde met de play-offs die op 27 april 2008 begonnen.
In het voorgaande seizoen zijn Victoria en Groningen gedegradeerd. Hiervoor zijn HDM en Oranje Zwart in de plaats gekomen.
Den Bosch werd voor de 11de keer op rij landskampioen. Oranje Zwart degradeerde rechtstreeks en Forward door verlies in de nacompetitie.

## Eindstand
Na 22 speelronden was de stand:
| #  | Club              | GS | W  | G | V  | P  | DV      | DT      | DS  |
| -- | ----------------- | -- | -- | - | -- | -- | ------- | ------- | --- |
| 1  | Den Bosch         | 22 | 17 | 3 | 2  | 54 | 77 - 16 | 77 - 16 | +61 |
| 2  | Amsterdam         | 22 | 16 | 4 | 2  | 52 | 66 - 28 | 66 - 28 | +38 |
| 3  | Rotterdam         | 22 | 13 | 5 | 4  | 44 | 45 - 40 | 45 - 40 | +5  |
| 4  | SCHC              | 22 | 12 | 4 | 6  | 40 | 53 - 43 | 53 - 43 | +10 |
| 5  | Kampong           | 22 | 10 | 6 | 6  | 36 | 52 - 47 | 52 - 47 | +5  |
| 6  | Laren             | 22 | 9  | 4 | 9  | 31 | 41 - 36 | 41 - 36 | +5  |
| 7  | Klein Zwitserland | 22 | 7  | 5 | 10 | 26 | 36 - 36 | 36 - 36 | 0   |
| 8  | Pinoké            | 22 | 7  | 4 | 11 | 25 | 33 - 44 | 33 - 44 | -11 |
| 9  | Nijmegen          | 22 | 7  | 3 | 12 | 21 | 34 - 48 | 34 - 48 | -14 |
| 10 | Forward           | 22 | 4  | 8 | 10 | 20 | 36 - 58 | 36 - 58 | -22 |
| 11 | HDM               | 22 | 3  | 3 | 16 | 12 | 37 - 65 | 37 - 65 | -28 |
| 12 | Oranje Zwart      | 22 | 2  | 1 | 19 | 7  | 22 - 71 | 22 - 71 | -49 |

### Legenda
| Afk.         | Betekenis                                                                     |
| ------------ | ----------------------------------------------------------------------------- |
| GS           | aantal gespeelde wedstrijden                                                  |
| W            | aantal gewonnen wedstrijden                                                   |
| G            | aantal gelijk gespeelde wedstrijden                                           |
| V            | aantal verloren wedstrijden                                                   |
| P            | totaal aantal punten                                                          |
| DV           | aantal gemaakte doelpunten                                                    |
| DT           | aantal doelpunten tegen                                                       |
| DS           | doelsaldo                                                                     |
| Den Bosch    | Landskampioen Den Bosch plaatst zich voor de Europacup I 2009                 |
| Amsterdam    | Verliezend play-off-finalist Amsterdam plaatst zich voor de Europacup II 2009 |
| Rotterdam    | Rotterdam en SCHC hebben zich alleen weten te plaatsen voor de play-offs      |
| HDM          | HDM heeft zich weten te handhaven dankzij winst in de play-offs.              |
| Forward      | Forward is gedegradeerd door verlies in de play-offs                          |
| Oranje Zwart | Oranje Zwart is rechtstreeks gedegradeerd                                     |

## Uitslagen reguliere competitie
Informatie: Zonder de Play-offs.

De thuisspelende ploeg staat in de linkerkolom.
|                   | AMS | DBO | HKZ | PIN | KAM | LAR | NIJ | HDM | FOR | ROT | SCH | ORA |
| ----------------- | --- | --- | --- | --- | --- | --- | --- | --- | --- | --- | --- | --- |
| Amsterdam         |     | 0-2 | 2-2 | 4-2 | 2-2 | 3-2 | 7-1 | 1-0 | 4-2 | 5-1 | 6-0 | 6-1 |
| Den Bosch         | 0-1 |     | 3-1 | 5-1 | 3-1 | 2-1 | 8-0 | 3-0 | 8-0 | 2-2 | 0-2 | 5-0 |
| Klein Zwitserland | 1-2 | 0-3 |     | 3-2 | 2-3 | 1-1 | 1-2 | 1-1 | 3-0 | 0-1 | 1-0 | 4-0 |
| Pinoké            | 0-1 | 0-0 | 3-2 |     | 4-1 | 2-3 | 1-0 | 3-1 | 2-2 | 2-2 | 0-3 | 0-2 |
| Kampong           | 3-3 | 0-5 | 3-3 | 2-2 |     | 2-4 | 1-2 | 5-2 | 1-1 | 2-1 | 1-0 | 3-0 |
| Laren             | 1-1 | 0-1 | 1-1 | 1-2 | 0-1 |     | 1-1 | 3-1 | 4-1 | 2-4 | 0-2 | 3-1 |
| Nijmegen          | 1-2 | 3-5 | 3-2 | 0-1 | 1-2 | 1-2 |     | 1-0 | 4-0 | 0-2 | 0-2 | 0-2 |
| HDM               | 1-3 | 0-2 | 2-3 | 2-1 | 2-5 | 2-4 | 2-6 |     | 1-1 | 1-4 | 5-5 | 5-1 |
| Forward           | 2-4 | 3-3 | 1-3 | 2-1 | 4-6 | 2-1 | 2-2 | 4-1 |     | 2-3 | 2-2 | 0-0 |
| Rotterdam         | 2-1 | 1-6 | 2-1 | 1-0 | 3-2 | 3-2 | 1-1 | 4-3 | 0-0 |     | 1-1 | 2-1 |
| SCHC              | 2-3 | 0-6 | 1-0 | 5-1 | 4-4 | 0-1 | 3-2 | 3-2 | 5-2 | 4-1 |     | 3-1 |
| Oranje Zwart      | 0-5 | 0-4 | 1-2 | 2-3 | 0-3 | 2-4 | 1-3 | 1-3 | 0-3 | 2-4 | 4-6 |     |

## Topscorers
| #  | Naam               | Club      | Totaal | V  | SC | SB |
| -- | ------------------ | --------- | ------ | -- | -- | -- |
| 1  | Maartje Paumen     | Den Bosch | 23     | 4  | 13 | 6  |
| 2  | Claire Visser      | Rotterdam | 21     | 3  | 17 | 1  |
| 3  | Eefke Mulder       | Nijmegen  | 18     | 11 | 6  | 1  |
| 4  | Sylvia Karres      | Amsterdam | 17     | 16 | 1  | 0  |
| 5  | Soledad García     | SCHC      | 15     | 12 | 3  | 0  |
| 6  | Veerle Goudswaard  | Kampong   | 15     | 3  | 11 | 1  |
| 7  | Eveline Wisse Smit | Amsterdam | 15     | 6  | 9  | 0  |
|    | Floor Joosten      | Kampong   | 14     | 12 | 2  | 0  |
| 9  | Vera Vorstenbosch  | Den Bosch | 14     | 11 | 3  | 0  |
| 10 | Fieke Holman       | Amsterdam | 12     | 0  | 8  | 4  |

| Legenda                                                               |
| --------------------------------------------------------------------- |
| V = veld-doelpunten SC = doelpunten uit strafcorners SB = strafballen |

## Play-offs kampioenschap
Na de reguliere competitie wordt het seizoen beslist door middel van play-offs om te bepalen wie zich kampioen van Nederland mag noemen.  De nummer 1 van neemt het op tegen de nummer 4 en de nummer 2 neemt het dan op tegen de nummer 3. De winnaars hiervan komen in de finale.
Bij de dames hadden Den Bosch, Amsterdam, Rotterdam en SCHC zich geplaatst voor de eindronde.
Eerste halve finales
| 27 april 2008 |           |                             |                                                   |
| SCHC          | 1-2 (0-1) | Den Bosch                   | Scheidsrechters: Mirjam Wessel Christian Vonhögen |
| Smets 1-2     |           | Vorstenbosch 0-1 Welten 0-2 | Scheidsrechters: Mirjam Wessel Christian Vonhögen |

| 27 april 2008  |           |                                                  |                                                     |
| Rotterdam      | 1-4 (0-1) | Amsterdam                                        | Scheidsrechters: Caroline Brunekreef Taco den Bandt |
| Van Dooren 1-3 |           | Jonker 0-1 Jonker 0-2 Karres (sc) 0-3 Holman 1-4 | Scheidsrechters: Caroline Brunekreef Taco den Bandt |

Tweede halve finales
| 3 mei 2008                                                              |           |      |                                                    |
| Den Bosch                                                               | 6-0 (5-0) | SCHC | Scheidsrechters: Caroline Brunekreef Kees Tamminga |
| Paumen 1-0 Welten 2-0 Paumen 3-0 Paumen 4-0 Vorstenbosch 5-0 Welten 6-0 |           |      | Scheidsrechters: Caroline Brunekreef Kees Tamminga |

| 3 mei 2008                           |           |           |                                                   |
| Amsterdam                            | 3-0 (2-0) | Rotterdam | Scheidsrechters: Bas Kruijsen Pim van der Bruggen |
| Jonker 1-0 Karres 2-0 Wisse Smit 3-0 |           |           | Scheidsrechters: Bas Kruijsen Pim van der Bruggen |

Amsterdam en Den Bosch spelen de finale
Finale
| 17 mei 2008                        |                |                                    |                                              |
| Amsterdam                          | 2-2 (2-2)(1-2) | Den Bosch                          | Scheidsrechters: Bart de Liefde Dennis Janus |
| 22' Karres 1-1 40' Holman (sc) 2-2 |                | 8' Goderie 0-1 24' Paumen (sc) 1-2 | Scheidsrechters: Bart de Liefde Dennis Janus |

Den Bosch wns na strafballen
| 18 mei 2008                                         |           |                                    |                                                |
| Den Bosch                                           | 3-2 (1-2) | Amsterdam                          | Scheidsrechters: Rogier Warris Stella Bartlema |
| 13' Goderie 1-0 47' Vorstenbosch 2-2 56' Paumen 3-2 |           | 13' Jonker 1-1 30' Karres (sc) 1-2 | Scheidsrechters: Rogier Warris Stella Bartlema |

Eindrangschikking
| # | club                                                 |
| - | ---------------------------------------------------- |
| 1 | Den Bosch (kampioen 2007/08 en deelname Europacup I) |
| 2 | Amsterdam (deelname Europacup II)                    |
| 3 | Rotterdam                                            |
| 4 | SCHC                                                 |

## Promotie/degradatie play-offs
De als 10de en 11de geëindigde hoofdklassers Forward en HDM moesten zich via deze play-offs proberen te handhaven in de hoofdklasse. HGC en MOP zijn kampioen geworden van de overgangsklasse en moeten uitmaken wie de opengevallen plaats in de hoofdklasse overneemt van Oranje Zwart.
Play-off rechtstreekse promotie
| 3 mei 2008 |     |     |  |
| MOP        | 2-3 | HGC |  |
|            |     |     |  |

| 4 mei 2008 |     |     |  |
| HGC        | 1-2 | MOP |  |
|            |     |     |  |

| 7 mei 2008         |     |     |  |
| HGC                | 1-1 | MOP |  |
| wns na strafballen |     |     |  |

HGC is gepromoveerd en MOP neemt het op tegen HDM om promotie/handhaving. De nummers 2 van de beide overgangsklassen Hurley en Bloemendaal nemen het tegen elkaar op om te bepalen wie in de tweede serie play-offs het dan op mag nemen tegen Forward.
Play-off nummers 2 overgangsklasse
| 3 mei 2008  |     |        |  |
| Bloemendaal | 1-2 | Hurley |  |
|             |     |        |  |

| 4 mei 2008 |     |             |  |
| Hurley     | 0-1 | Bloemendaal |  |
|            |     |             |  |

| 7 mei 2008 |     |             |  |
| Hurley     | 2-1 | Bloemendaal |  |
|            |     |             |  |

Bloemendaal terug naar overgangsklasse en Hurley speelt play-off tegen Forward.
Play-offs tweede serie
| 17 mei 2008 |                |               |  |
| MOP         | 2-3 (2-2)(1-2) | HDM           |  |
|             |                | (golden goal) |  |

| 17 mei 2008 |           |         |  |
| Hurley      | 2-1 (1-1) | Forward |  |
|             |           |         |  |

| 18 mei 2008 |           |     |  |
| HDM         | 1-0 (0-0) | MOP |  |
|             |           |     |  |

| 18 mei 2008        |                |        |  |
| Forward            | 4-2 (0-0)(0-0) | Hurley |  |
| wns na strafballen |                |        |  |

| 24 mei 2008 |           |         |  |
| Hurley      | 1-0 (1-0) | Forward |  |
|             |           |         |  |

HDM handhaaft zich en Hurley promoveert naar de hoofdklasse. Forward degradeert naar de overgangsklasse.
Nederlands landskampioenschap

1921/22 ·
1922/23 ·
1923/24 ·
1924/25 ·
1925/26 ·
1926/27 ·
1927/28 ·
1928/29 ·
1929/30 ·
1930/31 ·
1931/32 ·
1932/33 ·
1933/34 ·
1934/35 ·
1935/36 ·
1936/37 ·
1937/38 ·
1938/39 ·
1939/40 ·
1940/41 ·
1941/42 ·
1942/43 ·
1943/44 ·
1944/45 ·
1945/46 ·
1946/47 ·
1947/48 ·
1948/49 ·
1949/50 ·
1950/51 ·
1951/52 ·
1952/53 ·
1953/54 ·
1954/55 ·
1955/56 ·
1956/57 ·
1957/58 ·
1958/59 ·
1959/60 ·
1960/61 ·
1961/62 ·
1962/63 ·
1963/64 ·
1964/65 ·
1965/66 ·
1966/67 ·
1967/68 ·
1968/69 ·
1969/70 ·
1970/71 ·
1971/72 ·
1972/73 ·
1973/74 ·
1974/75 ·
1975/76 ·
1976/77 ·
1977/78 ·
1978/79 ·
1979/80 ·
1980/81
Hoofdklasse dames

1981/82 · 
1982/83 · 
1983/84 · 
1984/85 · 
1985/86 · 
1986/87 · 
1987/88 · 
1988/89 · 
1989/90 · 
1990/91 · 
1991/92 · 
1992/93 · 
1993/94 · 
1994/95 · 
1995/96 · 
1996/97 · 
1997/98 · 
1998/99 · 
1999/00 · 
2000/01 · 
2001/02 · 
2002/03 · 
2003/04 · 
2004/05 · 
2005/06 · 
2006/07 · 
2007/08 · 
2008/09 · 
2009/10 · 
2010/11 · 
2011/12 · 
2012/13 ·
2013/14 ·
2014/15 ·
2015/16 ·
2016/17 ·
2017/18 ·
2018/19 ·
2019/20 ·
2020/21 ·
2021/22 ·
2022/23 ·
2023/24 ·
2024/25 ·
Nederlandse competities: Hoofdklasse (zaal) · Promotieklasse · Overgangsklasse · Eerste klasse · Tweede klasse · Derde klasse · Vierde klasse · Gold Cup · Silver Cup

Nederlands kampioenschap: Lijst van Nederlandse landskampioenen hockey · Lijst van Nederlandse landskampioenen zaalhockey

Europese competities: Euro Hockey League · Europacup I · Europa Cup II · Europacup zaalhockey